# Куинн, Брайан
Брайан Куинн (англ. Brian Quinn; род. 24 мая 1960, Белфаст) — североирландский и американский футбольный полузащитник, впоследствии тренер.

## Карьера

### В клубах
Начинал выступления в североирландском «Ларне» в сезоне 1978/79, два следующих сезона провёл в английском «Эвертоне», но в играх чемпионата не появлялся.
В 1981 году Куинн переехал за океан, в Северную Америку. Первый сезон он провёл в клубе «Лос-Анджелес Ацтекс» из NASL, потом два сезона провёл в «Монреаль Мэник». В сезоне 1984 года начал выступления за «Сан-Диего Сокерз», но этот сезон оказался последним для лиги, поэтому до 1992 года он защищал цвета клуба из Сан-Диего в MISL, где играли в шоубол по схеме 6 на 6. Победа в этом турнире давалась Брайану и его клубу 8 раз. В конце 1980-х футболист также выступал за канадский «Гамильтон Стилерз» в Canadian Soccer League.

### В сборной
В 1991—1994 годах Куинн провёл 48 игр за сборную США, для чего ему пришлось принять гражданство этой страны. В составе звёздно-полосатых он одержал победу на Золотом кубке КОНКАКАФ 1991 года и завоевал третье место на Кубке короля Фахда 1992 года. Единственный свой гол за сборную Брайан забил в победной встрече с Гватемалой (3:0). До последнего момента претендовал на участие в домашнем чемпионате мира 1994 года.

### Тренерская карьера
В 1997—1999 годах возглавлял клуб MLS «Сан-Хосе Клэш», став самым молодым тренером в истории лиги. Под его руководством клуб одержал 35 побед и потерпел 41 поражение. В 2008—2017 годах — ассистент тренера в команде Университета Сан-Диего «Торерос». С 2018 года — главный тренер «Сан-Диего Торерос».

## Прочая деятельность
Имеет собственную футбольную школу. Написал предисловие к книге об истории футбольных чемпионатов мира, которая увидела свет в августе 2007 года. Комментирует футбольные матчи.